# Thomas R. Cech

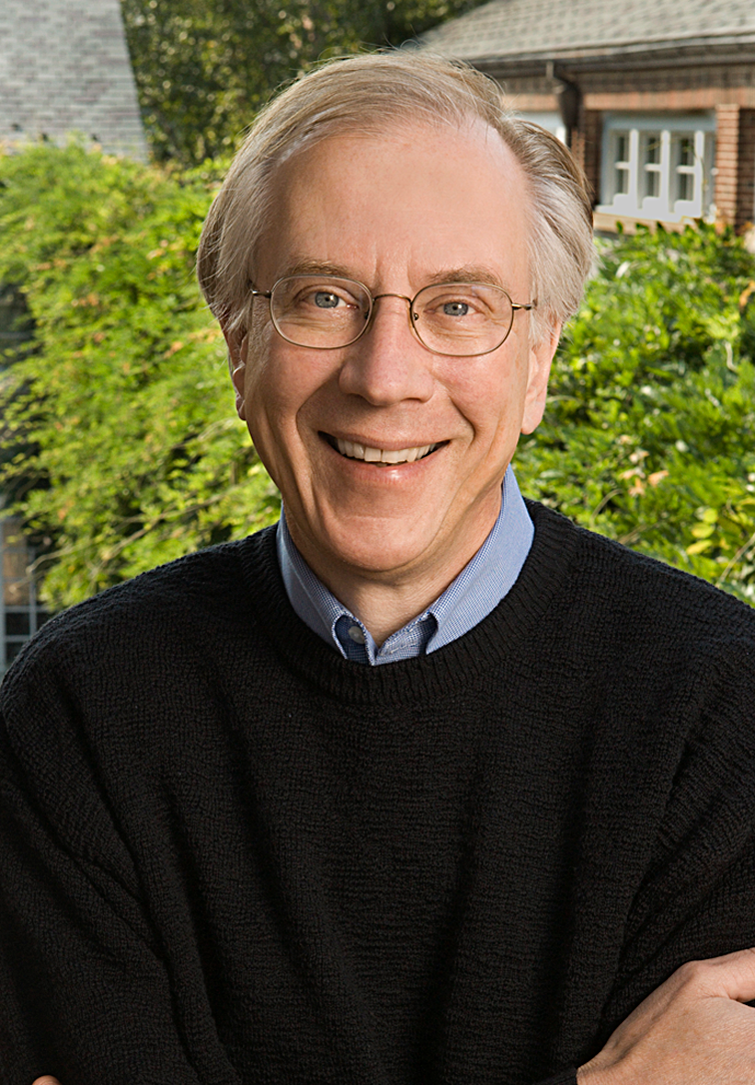
Thomas R. Cech

Thomas Robert „Tom“ Cech (* 8. Dezember 1947 in Chicago, USA) ist ein US-amerikanischer Chemiker. Er erhielt 1989 zusammen mit Sidney Altman den Nobelpreis für Chemie für seine Arbeiten über selbst-spleißende RNA und stellte fest, dass die RNA nicht nur Anweisungen übertragen, sondern auch die notwendigen Reaktionen beschleunigen kann.

## Leben
Cech studierte und promovierte bei John E. Hearst in Chemie an der University of California, Berkeley in Berkeley mit dem Thema Characterization of the most rapidly renaturing sequences in the main band DNA of the mouse (Mus musculus). Zunächst wechselte er an das Massachusetts Institute of Technology; seine erste Professur erhielt Tom Cech an der University of Colorado Boulder, wo er auch heute noch ein Forschungslabor leitet.

## Wissenschaftliche Arbeiten
Das wissenschaftliche Interesse Cechs betrifft zum einen das Processing von RNA, also die Reifungsschritte vom primären Transkript hin zur funktionalen RNA. Die zentrale Entdeckung war dabei im Jahr 1982 der Nachweis der Fähigkeit der ribosomalen RNA, aus dem Ciliat Tetrahymena thermophila ein in der großen rRNA enthaltenes Intron ohne Mitwirkung eines Proteins zu entfernen. Damit war erstmals das „Selbstspleißens“ („self-splicing“) nachgewiesen.
Ein weiteres Forschungsgebiet betrifft die Struktur und Funktion der Telomere, wo ein spezielles Enzym, die Telomerase, für die Bildung der Enden von linearen Chromosomen verantwortlich ist.
Für seine wissenschaftlichen Arbeiten hat Tom Cech neben dem Chemie-Nobelpreis noch weitere Auszeichnungen erhalten, darunter 1985 den Pfizer Award in Enzyme Chemistry, 1987 den National Academy of Sciences Award in Molecular Biology und 1988 den Albert Lasker Award for Basic Medical Research, den Louisa-Gross-Horwitz-Preis und einen Gairdner Foundation International Award. Cech ist unter anderem Mitglied der National Academy of Sciences der USA, der American Academy of Arts and Sciences, der American Philosophical Society und der Academia Europaea (1999). Von 2000 bis 2009 war er Präsident des Howard Hughes Medical Institute.